# 東ゴート族

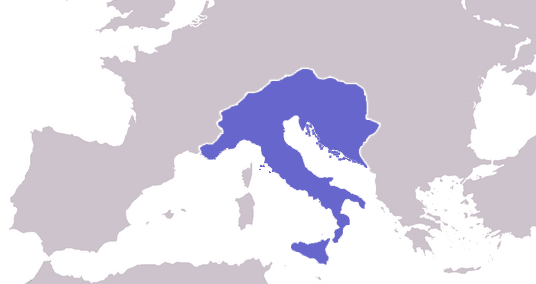
東ゴート王国

東ゴート族（ひがしゴートぞく、Ostrogoths）は、ゲルマン人の一派。

## 歴史
東ゴート族は、150年ごろから黒海北岸に定住していたゴート族の一派である。220年ごろ、2つに分かれて活動し始める。ドニプロ川の東側に住んだグループが、砂の多い平野に住んだことからグルトゥンギ・アウストロゴティ (Grutungi Austrogoti)と呼ばれるようになったが、やがて「グルトゥンギ」の部分が無くなり、「Austrogoti」が「Ostgote」すなわち「東ゴート」に変化して、東ゴート族と呼ばれるようになった。なお、もう一方のグループはドナウ川中流域に定住し、西ゴート族と呼ばれるようになった。
360年、西へ移動するフン族と接触し始める。372年、そのフン族により、攻撃を受け、375年にフン族によって征服される。生き残りの一部は、フン族とともに行動した。また一部はヴァンダル族とともにローマ帝国に保護を求め、パンノニアに移住したが、このときローマ人から屈辱を受ける。5世紀末にフン族の衰退により、東ゴート族の王テオドリックが部族を率いてイタリアに入り、493年に東ゴート王国を建国した。
後に東ローマ帝国と対立し、一時はローマを占領するなどイタリアの大半を制圧するが、皇帝ユスティニアヌス1世の派遣した将軍ベリサリウスに敗れ、その更迭後に東ローマ軍を率いた宰相ナルセスによって滅ぼされた。